# Sangre de cordón umbilical

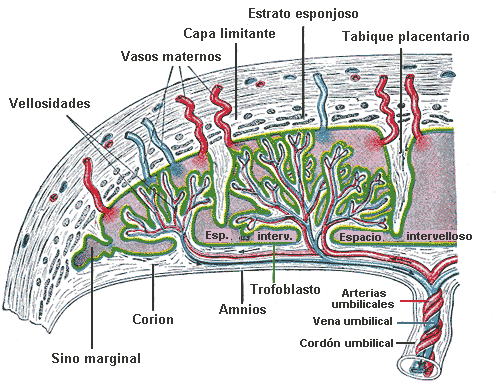
En la placenta, la nutrición, el oxígeno y los desechos se intercambian entre el lado materno y el lado del feto, pero la sangre de la madre y la sangre fetal no se mezclan directamente.

La sangre del cordón umbilical es la sangre que queda en la placenta y en el cordón umbilical después del nacimiento del bebé. Es usada principalmente para tratar trastornos hematopoyéticos y genéticos ya que contiene células madre.

## Constituyentes
La sangre del cordón umbilical se compone de todos los elementos que se encuentran en la sangre: glóbulos rojos, glóbulos blancos, plasma y plaquetas. Su diferencia radica en su cantidad de componentes; por ejemplo, la sangre del cordón umbilical contiene un mayor número de células NK, y una cantidad más baja de células T con una mayor proporción de células T inmaduras. Sin embargo, lo que más interesa es que la sangre del cordón umbilical también contiene varios tipos de células madre y progenitoras, principalmente células madre hematopoyéticas. Algunos tipos de células madre no hematopoyéticas también están presentes en la sangre del cordón umbilical, por ejemplo, las células madre mesenquimales, sin embargo, están presentes en números mucho más bajos que en la médula ósea del adulto. Las células progenitoras endoteliales y las células madre adultas multipotentes no restringidas están presentes en la sangre del cordón umbilical. Las células madre que se encuentran en la sangre del cordón umbilical a menudo se confunden con las células madre embrionarias; a diferencia de estas, las células madre del cordón umbilical son todos tipos de células madre adultas, tienen un linaje restringido y no son pluripotentes.

## Usos médicos
Así como se usa el trasplante de células madre hematopoyéticas se usa la sangre de cordón umbilical para reconstituir la médula ósea después de la quimioterapia y/o radioterapia. Usado para tratar varios cánceres de la sangre y para diversas formas de anemia. Su nivel de eficacia es similar.

## Efectos adversos
Los efectos adversos son similares al trasplante de células madre hematopoyéticas como la enfermedad de injerto contra huésped y el riesgo de infección grave mientras se reconstituye el sistema inmunitario. Para asegurar que ocurra la menor cantidad de complicaciones durante el trasplante se debe evaluar al injerto; específicamente produzca tanto neutrófilos como plaquetas. El proceso de producción de neutrófilos y plaquetas después del trasplante demora más que en el trasplante de células madre hematopoyéticas. En muchos casos, la implantación de injerto depende de la dosis celular o la cantidad de células madre obtenidas en la muestra de sangre. Se encontró que hay aproximadamente un 10% menos de células madre en la sangre del cordón umbilical que en la médula ósea. Por lo tanto, se debe obtener una cantidad suficiente de sangre del cordón umbilical para recolectar la dosis celular adecuada, sin embargo, esta cantidad varía de un bebé a otro. Dado que esta área es reciente, todavía hay muchas investigaciones que deben completarse. Por ejemplo, aún se desconoce cuánto tiempo se puede congelar la sangre del cordón sin perder sus efectos beneficiosos.
El uso de la sangre del cordón umbilical presenta una menor incidencia de efectos adversos si lo comparamos con el trasplante de células madre hematopoyéticastradicional, pese a tener los requisitos de compatibilidad HLA menos estrictos.

## Recogida y almacenamiento
Hay varios métodos para recoger la sangre del cordón umbilical. El más usado en la práctica clínica es la "técnica cerrada", que es similar a las técnicas estándar de recolección de sangre. Con este método, el técnico canula la vena del cordón umbilical previamente cortada con una aguja que está conectada a una bolsa de sangre, luego la sangre del cordón umbilical fluye a través de la aguja hacia la bolsa. En promedio, la técnica cerrada permite la recolección de aproximadamente 75 ml de sangre del cordón umbilical.
La sangre recolectada del cordón umbilical se criopreserva y luego se almacena en un banco de sangre del cordón umbilical para futuros trasplantes. La extracción de sangre del cordón umbilical se suele agotar de glóbulos rojos antes de la criopreservación para garantizar altas tasas de recuperación de células madre.

## Historia
La presencia de sangre en la cavidad umbilical es conocida desde los primeros tiempos, sin embargo su primer uso de efectivo se realizó en 1988. El primer trasplante exitoso de sangre del cordón umbilical (TCC) se realizó en 1988 en un niño con anemia de Fanconi. Los primeros esfuerzos para usar el trasplante de sangre de cordón umbilical en adultos registraron una tasa de mortalidad de alrededor del 50%, debido en parte al procedimiento que se realiza en personas muy enfermas, pero quizás también debido al lento desarrollo de las células inmunitarias del trasplante. Para 2013, se ha realizado 30 000 trasplantes de sangre de cordón umbilical y los bancos tenían alrededor de 600 000 unidades de sangre del cordón umbilical.

## Sociedad y cultura

### Regulaciones
La AABB redactó estándares de acreditación para instalaciones de bancos de sangre de cordón umbilical.
En los Estados Unidos, la Administración de Alimentos y Medicamentos regula cualquier instalación que almacene sangre del cordón umbilical. Si la sangre del cordón umbilical es usada en la persona de la que proviene no está regulada, pero si la sangre del cordón umbilical es usada en otras esta está regulada como un medicamento y como un producto biológico. Varios estados también tienen regulaciones para los bancos de sangre del cordón umbilical.
En Europa, Canadá y Australia, el uso de sangre del cordón umbilical también está regulado. En el Reino Unido, el NHS Cord Blood Bank se creó en 1996 para recolectar, procesar, almacenar y suministrar sangre del cordón umbilical; este banco es público y parte del NHS.

### Bancos privados y públicos
Un banco de sangre de cordón umbilical puede ser privado (es decir, la sangre se almacena y los costos son pagados por las familias de los donantes) o público (es decir, almacenado y disponible para ser utilizado por donantes no relacionados). Si bien el banco público de sangre del cordón umbilical es ampliamente apoyado, el banco privado del cordón umbilical es controvertido tanto en la comunidad médica como en la comunidad de padres. Aunque se sabe que la sangre del cordón umbilical es útil para tratar los trastornos hematopoyéticos y genéticos, existe cierta controversia en torno a la recolección y almacenamiento de sangre del cordón umbilical por parte de bancos privados para el uso del bebé. Solo un pequeño porcentaje de bebés (estimado entre 1 en 1,000 a 1 en 200,000) usó la sangre de cordón umbilical que almacenó. La Academia Americana de Pediatría en 2007 sobre el banco de sangre del cordón umbilical declaró: "Los médicos deben conocer las afirmaciones no demostradas de los bancos privados de sangre del cordón umbilical formulados a los futuros padres que prometen asegurar a los bebés o miembros de la familia contra enfermedades graves en el futuro mediante el uso de células madre contenidas en la sangre de cordón umbilical." y "el almacenamiento privado de la sangre del cordón umbilical como 'seguro biológico' es imprudente" a menos que haya un miembro de la familia con una necesidad actual o potencial de someterse a un trasplante de células madre. La Academia Americana de Pediatría también señala que las probabilidades de usar la sangre del cordón umbilical de una persona son de 1 en 200,000, mientras que el Instituto de Medicina dice que solo se han realizado 14 de estos procedimientos.
El almacenamiento privado de la propia sangre del cordón umbilical es ilegal en Italia y Francia, y también se desalienta en otros países europeos. La Asociación Médica Estadounidense declara que "los bancos privados deben considerarse en circunstancias inusuales cuando existe una predisposición familiar a una condición en la cual las células madre del cordón umbilical están indicadas terapéuticamente. Sin embargo, debido a su costo, su probabilidad limitada de uso e inaccesibilidad para otros. La banca privada no debe recomendarse a familias de bajo riesgo" La Sociedad Americana de Trasplante de Sangre y Médula y el Congreso Americano de Obstetras y Ginecólogos también alientan la banca pública y desalientan la banca privada de sangre del cordón. Casi todos los trasplantes de sangre del cordón umbilical provienen de bancos públicos, en lugar de bancos privados. Esto ocurre, en parte, porque las condiciones más tratables no pueden usar la propia sangre del cordón umbilical de una persona. La Asociación Mundial de Donantes de Médula Ósea y el Grupo Europeo de Ética en la Ciencia y las Nuevas Tecnologías declaran que "la posibilidad de utilizar las propias células madre del cordón umbilical para la medicina regenerativa es actualmente puramente hipotética. Por lo tanto, es altamente hipotético que las células del cordón umbilical se mantengan trasplantes autólogos. El uso será de cualquier valor en el futuro "y" la legitimidad de los bancos comerciales de sangre de cordón umbilical para uso autólogo debe ser cuestionada ya que venden un servicio que actualmente no tiene uso real con respecto a las opciones terapéuticas".
La Academia Estadounidense de Pediatría apoya los esfuerzos para proporcionar información sobre los posibles beneficios y limitaciones de los bancos y trasplantes de sangre del cordón umbilical para que los padres puedan tomar una decisión informada. Además, el Colegio Americano de Obstetras y Ginecólogos recomienda que, si un paciente solicita información sobre los bancos de sangre del cordón umbilical, se debe proporcionar información equilibrada. La educación del cordón umbilical también es apoyada por legisladores a nivel federal y estatal. En 2005, la Academia Nacional de Ciencias publicó un informe del Instituto de Medicina (IoM) titulado "Establecimiento de un programa nacional de bancos de células madre de cordón umbilical".
En marzo de 2004, el Grupo de Ética de la Unión Europea (GEE) emitió la Opinión No. 19 titulada "Aspectos éticos del banco de sangre del cordón umbilical". El GEE concluyó que "La legitimidad de los bancos comerciales de sangre de cordón umbilical para uso autólogo debe ser cuestionada ya que venden un servicio, que actualmente no tiene un uso real con respecto a las opciones terapéuticas. Por lo tanto, prometen más de lo que pueden ofrecer. Las actividades de Tales bancos plantean serias críticas éticas".

## Investigación
Aunque los usos de la sangre del cordón umbilical más allá de trastornos hematopoyéticos y trastornos inmunológicos son especulativos, se han realizado algunas investigaciones en otras áreas. Su potencial está limitado por el hecho de que las células del cordón son células madre hematopoyéticas (que pueden diferenciarse solo en células sanguíneas) y no células madre pluripotentes (como las células madre embrionarias, que pueden diferenciarse en cualquier tipo de tejido). Ha llegado a estudiarse hasta como tratamiento para la diabetes. Sin embargo, aparte de los trastornos sanguíneos, el uso de la sangre del cordón umbilical para otras enfermedades no es un uso clínico de rutina y sigue siendo un gran desafío.
Junto con la sangre del cordón umbilical, se explora la gelatina de Wharton y el revestimiento del cordón umbilical como fuentes de células madre mesenquimales (MSC), hasta 2015 se habían estudiado in vitro, en modelos animales y en ensayos clínicos en etapa temprana para enfermedades cardiovasculares, así como déficits neurológicos, enfermedades hepáticas, enfermedades del sistema inmunológico, diabetes, lesión pulmonar, lesión renal y leucemia.
La sangre del cordón umbilical se está utilizando para obtener células madre con las que realizar pruebas en personas con diabetes mellitus tipo 1. Hasta se están investigando como sustitutos de las transfusiones.